# 山姆·巴爾多克
塞繆爾·愛德華·托馬斯·「山姆」·巴爾多克（英語：Samuel Edward Thomas "Sam" Baldock；1989年3月15日—）是一位英格蘭足球運動員。在場上的位置是前鋒。他現在效力牛津聯。曾代表英格蘭U20國家隊參賽。

## 外部連結
- 足球数据库：山姆·巴爾多克的球员统计数据